# Majin and the Forsaken Kingdom
Majin and the Forsaken Kingdom (魔人と失われた王国?, Majin to Ushinawareta Ōkoku) è un videogioco Avventura dinamica con elementi rompicapo per PlayStation 3 e Xbox 360 sviluppato da Game Republic e distribuito da Namco Bandai.

## Trama
La storia è ambientata in un regno un tempo ricco e prospero, tuttavia ora le terre vanno in rovina a causa di una misteriosa "oscurità". Tutti gli abitanti che hanno cercato il motivo di questa oscurità sono scomparsi e nessuno li ha mai più visti; il giovane ladro Tepeu è deciso ad andare a cercare e a liberare il leggendario Majin, una creatura mitologica dotata di forza enorme per poter indagare sull'"oscurità" e trovare il modo di annientarla e riportare il regno all'antico splendore

## Modalità di gioco
Il gioco è basato sull'interazione tra il protagonista Tepeu e la creatura Majin di nome Teotl. Il giocatore controlla Tepeu ed indirettamente può controllare anche il Majin dando ordini, tuttavia a muovere il Majin è sempre l'intelligenza artificiale. Spesso l'interazione e la collaborazione tra i due personaggi sono fondamentali per poter risolvere i puzzle e le problematiche da affrontare.

## Contenuti aggiuntivi
Nei primi mesi del 2011 fu reso disponibile un DLC, in questo caso un pacchetto sfida, dove venivano aggiunte tre nuove tipologie di sfida, legate alle battaglie, all'infiltrazione e agli enigmi, assieme a quattro mappe aggiuntive inedite per ogni modalità.

## Accoglienza
Il gioco è stato accolto in maniera mista ma nel complesso sopra la media dalla critica sulla stampa specialistica, in dettaglio:
- Game Informer ha assegnato 8,0/10, lodando il gameplay piacevole e la trama, tuttavia ha evidenziato alcune carenze dal punto di vista grafico e il fatto che nel gioco non vi sia nulla di realmente innovativo.
- GameSpot ha assegnato 7,0/10 lodando le atmosfere e la storia fiabesca ma al contempo ha affermato che il gioco è fortemente penalizzato da un "tedioso backtracking" e dalla scarsa recitazione dei doppiatori.[3]
- X-Play ha assegnato 2/5 affermando che il gioco funziona bene, il level design è ottima e i rompicapo sono validi, tuttavia il basso voto è causato da gravi difetti quali dialoghi non all'altezza e risposta dei controlli lenta.[4]